# Margaret Maltby
Margaret Eliza Maltby (Bristolville, 10 dicembre 1860 – New York City, 2 maggio 1944) è stata una fisica statunitense nota per la sua misurazione di elevate resistenze elettrolitiche e della conduttività di soluzioni molto diluite.
Maltby è stata la prima donna a conseguire un Bachelor of Science dal Massachusetts Institute of Technology e la prima donna a ottenere un dottorato in fisica da una università tedesca.
Per oltre 30 anni, ha insegnato al Barnard College, dove ha introdotto uno dei primi corsi sulla fisica della musica. È stata inoltre attiva nell'American Association of University Women, contribuendo a garantire borse di studio alle accademiche e alle ricercatrici in un'epoca in cui le donne raramente ne beneficiavano.
Maltby ebbe un figlio fuori dal matrimonio e, in un contesto sociale poco favorevole, riuscì a proseguire la sua carriera accademica mantenendo segreta la nascita. In seguito, rivendicò pubblicamente il bambino tramite adozione.

## Biografia

### Primi anni
Margaret Maltby nacque come Minnie Eliza Maltby il 10 dicembre 1860, nella fattoria di famiglia a Bristonville, Ohio, da Edmund Maltby e Lydia Jane Brockway. Aveva due sorelle maggiori: Betsy (Maltby) Mayhew e Martha Jane Maltby, di 15 e 13 anni ripettivamente al momento della sua nascita. Chiamata "Minnie" dalle sorelle, decise in seguito di cambiare nome in Margaret nel 1889, poiché non lo gradiva.

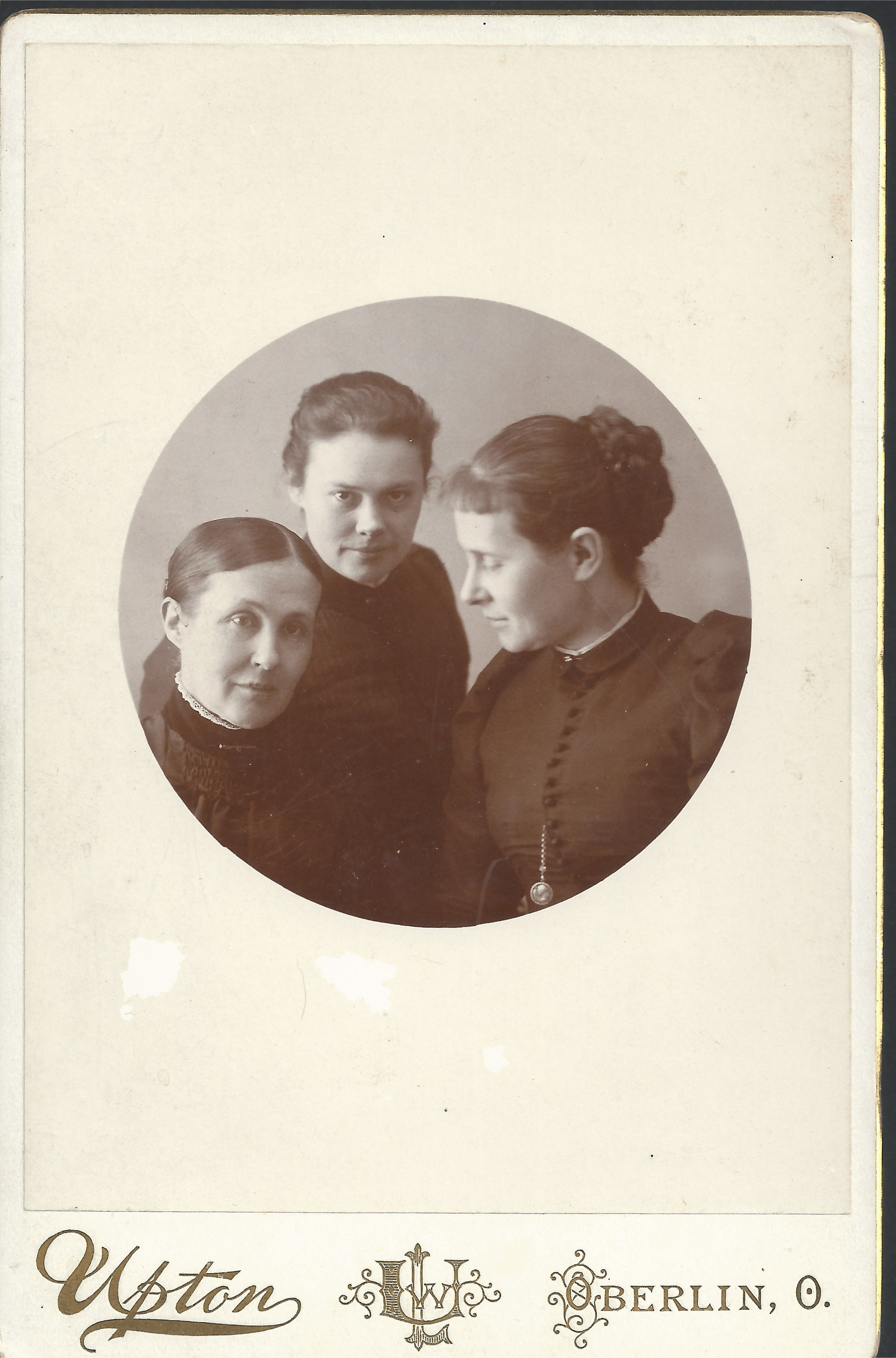
Margaret Maltby (al centro) con le sue sorelle Betsy (Maltby) Mayhew e Martha Jane Maltby, 1892

Fin da giovane sviluppò un interesse per la scienza e la matematica, incoraggiata dai genitori. Le insegnarono a usare i macchinari di base e, in particolare,  suo padre alimentò e sostenne il suo interesse per la matematica. Dopo la morte di Edmund Maltby, la famiglia Maltby si trasferì a Oberlin (Ohio) per offrire a Margaret migliori opportunità educative.

### Educazione
Maltby frequentò la scuola preparatoria all'Oberlin College prima di immatricolarsi lì nel 1878 e poi laurearsi nel 1882. Durante gli anni del college sviluppò un forte interesse per la musica, una passione che l'accompagnò per tutta la vita, sia a livello personale che professionale. In età adulta ascoltava spesso musica classica alla radio e, durante il suo servizio al Barnard College, sviluppò uno dei primi corsi accademici sulla fisica della musica. Dopo la laurea, Maltby proseguì gli studi presso l'Art Students League di New York e insegnò per quattro anni in un liceo dell'Ohio.
Nel 1887, Maltby si iscrisse al Massachusetts Institute of Technology (MIT) e proseguì ottenendo il diploma nel 1891. Dovette iscriversi come studentessa "speciale" poiché l'istituto non accettava studentesse. Nello stesso anno del suo ingresso al MIT, conobbe Ellen Swallow Richards e si unì al suo "Laboratorio femminile". Tra le due nacque un'amicizia destinata a durare tutta la vita. In seguito, Maltby ricordò Richards come una figura di "costante premura" nei confronti delle studentesse, sottolineando il suo ruolo di unica insegnante donna dell’istituto.
Maltby fu la prima donna a conseguire una laurea in scienze al Massachusetts Institute of Technology (MIT),  un traguardo per il quale l'Oberlin College le conferì un Master of Arts ad honorem nel 1891. Durante il periodo al MIT, Maltby condusse ricerche sull'acustica insieme a Charles R. Cross, studiando il numero minimo di vibrazioni necessarie per distinguere una differenza di frequenza tra due suoni. Il loro lavoro si inseriva nel dibattito avviato da Félix Savart e Friedrich Kohlrausch, i quali sostenevano che fossero necessari almeno due cicli di un'onda sonora per percepire tale differenza. Tuttavia, lo studio di Maltby e Cross, pubblicato nel 1892, dimostrò che era sufficiente meno di un ciclo per distinguere un diapason C3 da un C4, che sono separati da un'ottava.
Nel 1893, Maltby si iscrisse all'Università di Gottinga, diventando una delle prime tre donne a frequentare l’ateneo, insieme a Grace Chisholm Young e Mary Frances Winston Newson. Maltby poté accedere all'università grazie a una borsa di studio europea concessa dell'Association of Collegiate Alumnae, istituita in gran parte grazie agli sforzi di Christine Ladd-Franklin per spingere le università straniere ad accogliere regolarmente delle studentesse. Nel 1895, Maltby conseguì il dottorato di ricerca, diventando la prima donna a ottenere un dottorato in fisica sia dall'Università di Gottinga che da qualsiasi università tedesca. Per la sua dissertazione, Maltby lavorò sotto la guida di Walther Nernst nel suo laboratorio di chimica fisica. Nernst era interessato alla teoria della dissociazione ionica, un campo in cui le prime ricerche si erano concentrate su soluzioni con buona conduttività elettrica. Maltby, invece, studiò solventi con scarsa conduttività, tra cui alcol, etere e acqua. Nel suo lavoro applicò il Ponte di Wheatstone in modo innovativo per misurare la conduttività di sostanze ad alta resistenza elettrolitica

### Carriera
Dopo aver conseguito il dottorato, Maltby lavorò presso il neonato Institut für Physikalische Chemie di Gottinga sotto la direzione di Walther Nernst.
Rientrata dalla Germania nel 1896, accettò un incarico come professoressa associata al Wellesley College, sostituendo Sarah Frances Whiting durante il suo anno sabbatico. Maltby aveva già insegnato a Wellesley tra il 1889 e il 1893 come istruttrice di fisica, per sostenersi economicamente mentre studiava al MIT. Tuttavia, alla fine del semestre autunnale del 1896, si dimise improvvisamente, dichiarando la necessità di riprendersi da un grave incidente. Riprese l’insegnamento nel settembre 1897 come istruttrice al Lake Erie College, subentrando a Mary Chilton Noyes.
Nel 1898, Maltby fu invitata a tornare in Germania per lavorare al Physikalisch-Technische Reichsanstalt di Charlottenburg, come assistente di ricerca di Friedrich Kohlrausch, studiando la conduttività elettrolitica nelle soluzioni. Sulla base dei loro dati, Kohlrausch formulò la legge non lineare per gli elettroliti forti. Rientrata negli Stati Uniti, tra il 1899 e il 1900 approfondì la fisica matematica con Arthur Webster alla Clark University.
Nel 1900 accettò un incarico come istruttrice di chimica al Barnard College, con la speranza di poter presto insegnare fisica. L'opportunità si presentò nel 1903, quando Marie Reimer fu assunta come capo istruttrice di chimica, permettendo a Maltby di trasferirsi al dipartimento di fisica. Tuttavia, il suo impegno nell'amministrazione e nello sviluppo del dipartimento le lasciò poco tempo per la ricerca, pur trascorrendo un anno sabbatico (1909-1910) al Laboratorio Cavendish. Durante la sua carriera al Barnard ricoprì diversi ruoli accademici: professore aggiunto di fisica (1903–1910), assistant professor (1910–1913) e professore associato e rettore (1913–1931). Fu molto attiva nella vita del college, partecipando a gruppi studenteschi, giudicando concorsi e ospitando tè pomeridiani per il corpo docente. Introdusse inoltre uno dei primi corsi sulla fisica della musica.
La fisica e storica della scienza Katherine Sopka scrisse che gli studenti di Maltby la ammiravano profondamente. Uno di loro raccontò a Sopka: "La professoressa Maltby è stata la mia mentore, una signora gentile, un'amica e una consigliera. Il suo consiglio più memorabile per me è stato di non rinunciare al matrimonio per una carriera, cosa che ho seguito e vissuto felice e contenta per sempre". Sebbene Maltby incoraggiasse le altre accademiche a conciliare matrimonio e carriera, personalmente riteneva che l’unione tra due scienziati fosse problematica. In una lettera a Svante Arrhenius, scrisse di credere che in un matrimonio tra due studiosi fosse inevitabile che una personalità finisse per sopraffare l'altra. Per questo motivo scelse di non sposarsi.
Nell’estate del 1906, mentre dirigeva il dipartimento di fisica, Maltby si trovò coinvolta nel caso di Harriet Brooks, che annunciò l’intenzione di sposarsi. Brooks sperava di poter mantenere la sua posizione al Barnard College, ma la preside Laura Gill si oppose fermamente. All’epoca, era prassi comune che le accademiche nei college femminili lasciassero il lavoro dopo il matrimonio. Maltby difese Brooks, sostenendo con Gill che era un’insegnante e una ricercatrice di talento, pienamente in grado di svolgere i suoi incarichi. Tuttavia, non riuscì a convincere la preside, e Brooks lasciò il college entro la fine dell’anno. Gill argomentò che il matrimonio avrebbe assorbito troppo tempo a una professoressa, pur essendo consapevole che Maltby aveva adottato un bambino. Probabilmente, vedeva il matrimonio come un atto di slealtà verso l’istituzione, mentre la maternità, in quanto ruolo socialmente accettato, non costituiva un problema.

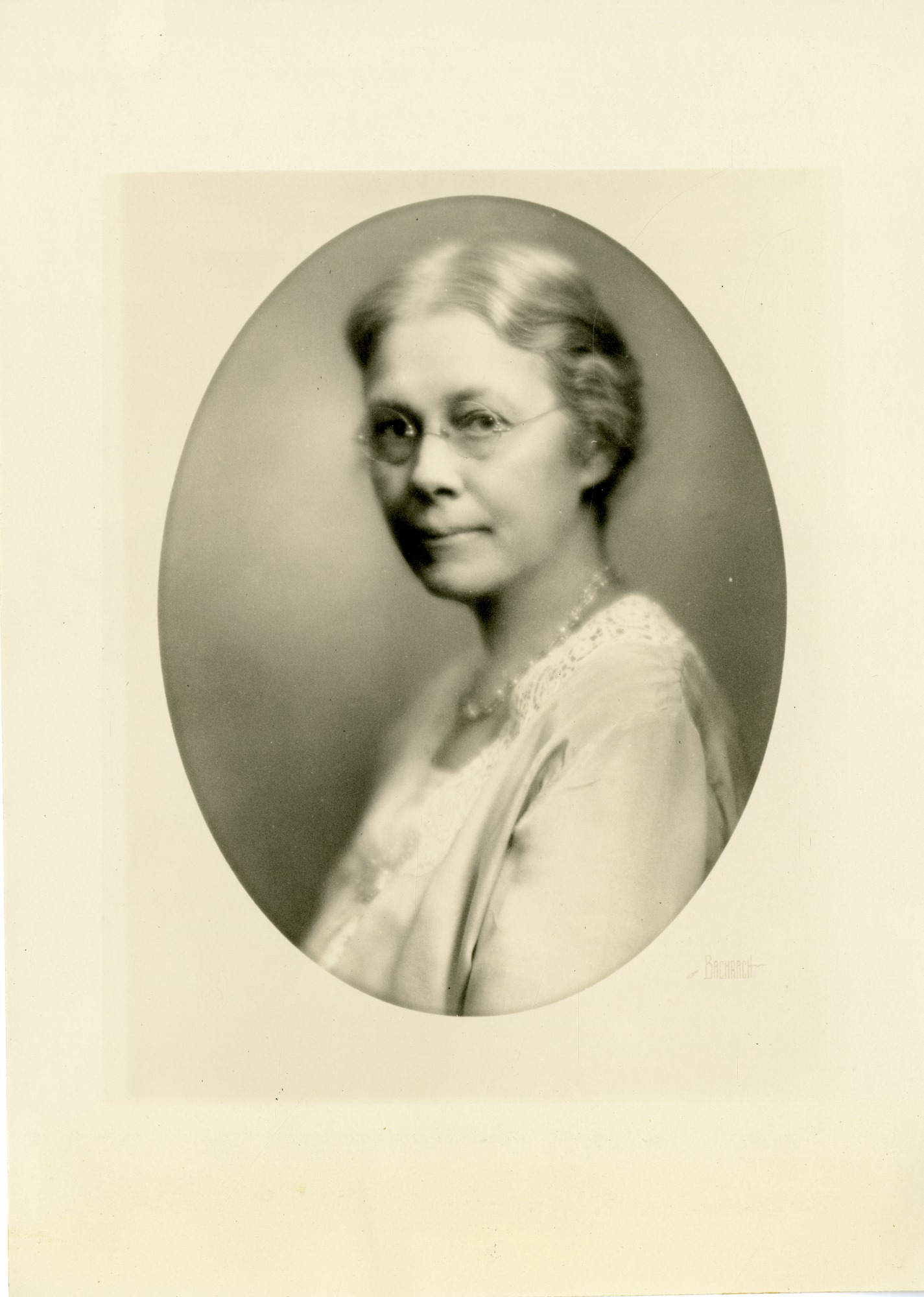
Maltby al momento del suo pensionamento.

Maltby fu attiva come volontaria nell'American Association of University Women (AAUW), lavorando in particolare nel Committee on Fellowships (Comitato per le Borse di studio). In qualità di membro e poi presidente del comitato, assegnò borse di studio a donne per consentire loro di condurre ricerche. All’epoca, molte sovvenzioni e borse di studio erano precluse alle donne a causa del loro sesso, rendendo il supporto dell'AAUW un'opportunità fondamentale per le accademiche negli Stati Uniti. In riconoscimento del suo impegno, nel 1926 l’AAUW istituì la Margaret E. Maltby Fellowship. Nel 1929, Maltby scrisse una storia sui primi quarant’anni di borse di studio amministrate dall’AAUW.
La prima edizione di American Men of Science (AMS), pubblicata nel 1906, segnalò il nome di Maltby con una stella, un riconoscimento riservato ai migliori scienziati del paese.
Fu inoltre membro dell'American Physical Society.
Nel 1960, in occasione del centenario della sua nascita, l'American Journal of Physics le dedicò un profilo celebrativo.

### Vita privata
Nel 1901, Maltby adottò un bambino, Philip Randolph Meyer, dichiarando che fosse il figlio orfano di un caro amico. Questa versione dei fatti venne accettata per tutta la vita sia da Maltby che da Meyer.

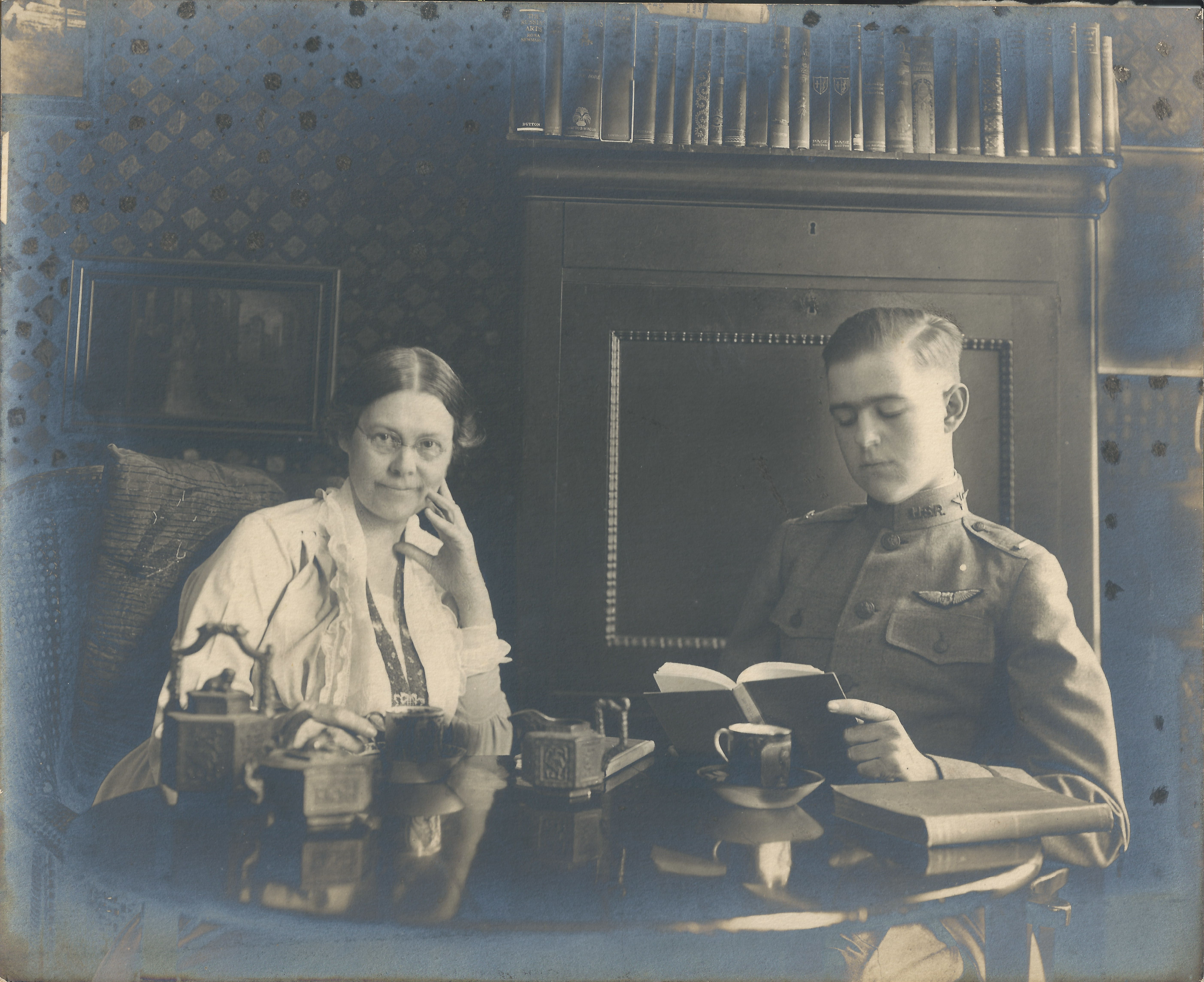
Maltby con suo figlio Philip Randolph Meyer, di ritorno dall'addestramento di volo a Kelly Field, circa 1918.

Nel 2014, i test del DNA autosomico delle due figlie di Meyer, condotti tramite Ancestry.com, rivelarono forti legami genetici con i discendenti noti dei genitori di Maltby. I risultati indicarono che Philip Randolph Meyer era in realtà suo figlio naturale.
Meyer nacque nel giugno 1897, sei mesi dopo le improvvise dimissioni di Maltby dal Wellesley College. È probabile che Maltby si sia dimessa per nascondere la gravidanza e proteggere la propria carriera. Nel 1898, quando tornò in Germania per un incarico di ricerca, affidò il bambino a un’amica che gestiva un asilo nido. Dopo aver ottenuto una posizione stabile al Barnard College, Maltby si riunì con Meyer.
Nel tempo libero, Maltby amava ascoltare musica, in particolare le esibizioni della Metropolitan Opera, e viaggiare. Trascorreva volentieri del tempo con i figli di Meyer, i suoi nipoti, nati negli anni '30.
Negli ultimi anni, soffrì di artrite. Morì il 3 maggio 1944 presso il Columbia-Presbyterian Medical Center di New York. Dopo la sua morte, Meyer bruciò i suoi documenti personali, rispettando una sua precisa richiesta. Si è ipotizzato che questo gesto fosse volto a proteggere la sua reputazione, sia pubblica che privata.
A Margaret Maltby è stato intitolato il cratere Maltby, situato sulla superficie di Venere.

## Pubblicazioni

### Pubblicazioni scientifiche
- (EN) Charles R. Cross e Margaret E. Maltby, On the Least Number of Vibrations Necessary to Determine Pitch, in Proceedings of the American Academy of Arts and Sciences, vol. 27, 1892,  pp. 222–235, DOI:10.2307/20020475, JSTOR 20020475.
- (DE) Margaret Maltby, Methode zur Bestimmung grosser elektrolytischer Widerstände [Metodo per la determinazione di grandi resistenze elettrolitiche], in Zeitschrift für Physikalische Chemie, vol. 18, 1895,  pp. 133–158.
- (DE) Margaret Maltby, Methode zur Bestimmung der Periode electrischer Schwingungen (Metodo per determinare il periodo delle oscillazioni elettriche), in Annalen der Physik und Chemie, vol. 61, n. 7, 1897,  pp. 553–577, Bibcode:1897AnP...297..553M, DOI:10.1002/andp.18972970710.
- (DE) Friedrich Kohlrausch e Margaret Maltby, Das elektrische Leitvermögen wässriger Lösungen von Alkali-Chloriden und Nitraten (La conduttività elettrica di soluzioni acquose di cloruri e nitrati alcalini), in Sitzungsberichtungen deer Königlichen Preussischen Akademie der Wissenschaften zu Berlin, vol. 36, 1899,  pp. 655–671.
- (DE) Friedrich Kohlrausch e Margaret Maltby, Das elektrische Leitvermögen wässriger Lösungen von Alkali-Chloriden und Nitraten (La conduttività elettrica di soluzioni acquose di cloruri e nitrati alcalini) (PDF), in Wissenschaftliche Abhandlungen der Physikalisch-Technischen Reichsanstalt, vol. 3, 1900,  pp. 156.

### Pubblicazioni sull'educazione
- (EN) Margaret Maltby, A Few Points of Comparison between German and American Universities, in Proceedings of the Association of Collegiate Alumnae, 2ds, vol. 62, n. 1, 1896.
- (EN) Margaret Maltby, The Relation of Physics and Chemistry to the College Science Courses, in Columbia Quarterly, vol. 18, n. 56, 1915.
- (EN) Margaret Maltby, The Physicist, in Catherine Filene (a cura di), Careers for Women, Boston, Riverside Press, 1920,  pp. 430–433, LCCN 20021359.
- (EN) Margaret Maltby, History of Fellowships Awarded by the American Association of University Women, 1888-1929, New York, Columbia University Press, 1929, LCCN 30018979.
- (EN) Peggy Kidwell, Margaret Maltby 1860–1944, in Nina Byers e Gary Williams (a cura di), Out of the Shadows: Contributions of Twentieth-Century Women to Physics, 1ª ed., Cambridge, Cambridge University Press, 2006,  pp. 26–35, ISBN 9780521821971.